# Distretto di Suhum-Kraboa-Coaltar
Il distretto di Suhum-Kraboa-Coaltar (ufficialmente Suhum/Kraboa/Coaltar District, in inglese) era un distretto della Regione Orientale del Ghana.
Nel 2012 è stato soppresso, il territorio è stato suddiviso nei distretti di Suhum (capoluogo: Suhum) e Ayensuano (capoluogo: Coaltar). 